# Sophronica bicoloripes
Sophronica bicoloripes är en skalbaggsart som först beskrevs av Maurice Pic 1928.  Sophronica bicoloripes ingår i släktet Sophronica och familjen långhorningar. Inga underarter finns listade i Catalogue of Life.